# Diplommatina
Diplommatina is een geslacht van weekdieren uit de klasse van de Gastropoda (slakken).

## Soorten
- Diplommatina abiesiana Budha & Naggs, 2017
- Diplommatina akron Panha & Burch, 1998
- Diplommatina angulata Stanisic, 2010
- Diplommatina angulifera Bavay & Dautzenberg, 1912
- Diplommatina auriculata Möllendorff, 1897
- Diplommatina baliana Fulton, 1899
- Diplommatina bidentata Vermeulen, Liew & Schilthuizen, 2015
- Diplommatina calcarata Möllendorff, 1897
- Diplommatina canaliculata Möllendorff, 1887
- Diplommatina concolor Quadras & Möllendorff, 1893
- Diplommatina cyclostoma Möllendorff, 1897
- Diplommatina decaryi Bavay & Germain, 1920
- Diplommatina decollata van Benthem Jutting, 1958
- Diplommatina diplocheilus Benson, 1857
- Diplommatina diplostoma Rensch, 1931
- Diplommatina doichiangdao Panha & Burch, 1998
- Diplommatina exilis W. T. Blanford, 1863
- Diplommatina exserta Godwin-Austen, 1886
- Diplommatina fistulata Budha & Naggs, 2017
- Diplommatina floresiana E. A. Smith, 1897
- Diplommatina floris B. Rensch, 1931
- Diplommatina fluminis B. Rensch, 1931
- Diplommatina folliculus (L. Pfeiffer, 1846)
- Diplommatina godawariensis Budha & Naggs, 2017
- Diplommatina godwini Möllendorff, 1898
- Diplommatina halimunensis Nurinsiyah & Hausdorf, 2017
- Diplommatina heryantoi Nurinsiyah & Hausdorf, 2017
- Diplommatina heteroglypha van Benthem Jutting, 1948
- Diplommatina hidaensis Ogaito & Ieyama, 1997
- Diplommatina hidagai Panha, 1998
- Diplommatina hungerfordiana Nevill, 1881
- Diplommatina hypipamee Stanisic, 2010
- Diplommatina inthanon Panha & Burch, 2001
- Diplommatina javana Möllendorff, 1897
- Diplommatina jirasaki Panha, Kanchanasaka & Burch, 2002
- Diplommatina jonabletti Greķe, 2017
- Diplommatina kakenca Nurinsiyah & Hausdorf, 2017
- Diplommatina kyushuensis Pilsbry & Hirase, 1904
- Diplommatina leucopsis van Benthem Jutting, 1958
- Diplommatina lombockensis E. A. Smith, 1898
- Diplommatina lucifuga van Benthem Jutting, 1958
- Diplommatina maibrat Greķe, 2017
- Diplommatina maipokhariensis Budha & Naggs, 2017
- Diplommatina mertoni C. R. Boettger, 1922
- Diplommatina miriensis Godwin-Austen, 1917
- Diplommatina moluccensis Greķe, 2017
- Diplommatina munipurensis Godwin-Austen, 1892
- Diplommatina nakashimai Minato, 2015
- Diplommatina nevilli (Crosse, 1879)
- Diplommatina oviformis Fulton, 1901
- Diplommatina pachycheilus Benson, 1857
- Diplommatina patani Greķe, 2017
- Diplommatina perpusilla Möllendorff, 1897
- Diplommatina planicollis Möllendorff, 1897
- Diplommatina pullula Benson, 1859
- Diplommatina radiiformis Preston, 1913
- Diplommatina recta E.A. Smith, 1895
- Diplommatina regularis Fulton, 1901
- Diplommatina ristiae Nurinsiyah & Hausdorf, 2017
- Diplommatina salgharica Budha & Backeljau, 2017
- Diplommatina sherfaiensis Godwin-Austen, 1870
- Diplommatina shivapuriensis Budha & Backeljau, 2017
- Diplommatina silvicola Godwin-Austen, 1886
- Diplommatina slapcinskyi Greķe, 2017
- Diplommatina smithi Kobelt & Möllendorff, 1898
- Diplommatina sperata W. T. Blanford, 1862
- Diplommatina sulcicollis Möllendorff, 1897
- Diplommatina syabrubesiensis Budha & Backeljau, 2017
- Diplommatina symmetrica Hedley, 1891
- Diplommatina telnovi Greķe, 2017
- Diplommatina tetragonostoma Möllendorff, 1897
- Diplommatina timorensis Greķe, 2017
- Diplommatina torquilla van Benthem Jutting, 1958
- Diplommatina tylocheilos Vermeulen, Liew & Schilthuizen, 2015
- Diplommatina unicrenata Godwin-Austen, 1897
- Diplommatina waigeoensis Greķe, 2017